# Uropsylla tasmanica
Uropsylla tasmanica är en loppart som beskrevs av Rothschild 1905. Uropsylla tasmanica ingår i släktet Uropsylla och familjen Lycopsyllidae. Inga underarter finns listade i Catalogue of Life.